# Asiceratinops
Asiceratinops is een geslacht van spinnen uit de familie hangmatspinnen (Linyphiidae).

## Soorten
De volgende soorten zijn bij het geslacht ingedeeld:
- Asiceratinops amurensis (Eskov, 1992)
- Asiceratinops kolymensis (Eskov, 1992)